# Grand Prix de la Famenne
Le Grand Prix de la Famenne est une course cycliste belge, disputée de 1935 à 1960 à Marche-en-Famenne en Wallonie dans la province de Luxembourg.
En 1955, l'édition est réservée aux Indépendants puis de 1959 à 1960, l'épreuve devient un critérium.

## Palmarès
| Année | Vainqueur               | Deuxième                  | Troisième           |
| ----- | ----------------------- | ------------------------- | ------------------- |
| 1935  | François Gardier        | Antonio Fabris            | Henri Garnier       |
| 1936  | Antoine Dignef          | Leopold Van den Bossche   | Adolf Braeckeveldt  |
| 1945  | Joseph Moerenhout       | Maurice Van Herzele (nl)  | Éloi Meulenberg     |
| 1946  | Albert Carrier          | Hubert Deltour            | Theo Pirmez         |
| 1947  | Albert Carrier          | Zénon Crahay              | Joseph Janssen      |
| 1948  | Marcel Lavaux           | Ward Peeters              | Frans Loyaerts (ca) |
| 1949  | Marcel Hendrickx        | Albert Carrier            | Pino Cerami         |
| 1954  | Florio Zen              | Pierre Machiels           | Jozef Sneyers       |
| 1955  | Francis Kemplaire       | Jacques Dewannemaecker    | Jozef Sneyers       |
| 1957  | Edgard Sorgeloos        | Franz Reitz               | Richard Steyaert    |
| 1958  | Gustaaf Van Vaerenbergh | Martin van der Borgh (nl) | Jean Moxhet         |
| 1959  | Pino Cerami             | Adolf Christian           | Elias Van Poucke    |
| 1960  | Willy Vanden Berghen    | Noël Foré                 | Raymond Impanis     |